# Rap Songs
Rap Songs is een Amerikaanse hitlijst, wekelijks uitgegeven door Billboard. De lijst bevat de 25 populairste hiphop- en rapnummers, gebaseerd op de wekelijkse airplay van nummers op de rhythmic en ¨urban radiostations en de verkopen in de hiphopbranche. Het best presterende nummer is Hot Boyz van Missy Elliott, met een periodode van zestien weken op de eerste positie. 